# Декрешендо
Декрешендо је италијанска реч (итал. decrescendo, diminuendo — стишавајући; енгл. decrescendo; фр. decrescendo) која у музици означава поступно утишавање јачине тона.
Израз декрешендо је супротан изразу крешендо (итал. crescendo), што значи растући.

## Како се пише декрешендо
Ознака за постепено утишавање - декрешендо, пише се на више начина:
1. Као математички знак за мање: 30px

2. Изразом decrescendo (пише се латиницом, испод нотног текста) или скраћено decresc.

3. Изразом diminuendo (пише се латиницом, испод нотног текста) или скраћено dim.

4. Изразом poco a poco più p (пише се латиницом, испод нотног текста) што значи мало по мало тише.

| Напомена. | На оба краја овог знака (или израза) обично стоји динамички знак који указује на жељену јачину пре и после декрешенда. |